# LGBT aux Îles Cook

Localisation des Îles Cook

Aux îles Cook, les personnes LGBT sont davantage confrontées à des défis juridiques que les autres personnes. L'homosexualité est illégale pour les hommes aux Îles Cook (même si cette loi n'est pas appliquée), bien que le lesbianisme soit légal . Le mariage homosexuel est interdit. Néanmoins, les personnes LGBT bénéficient de certaines protections juridiques limitées, la discrimination dans l'emploi fondée sur l'orientation sexuelle étant interdite depuis 2013.
Les relations homosexuelles et les personnes transgenres font partie de la culture traditionnelle des îles Cook. Historiquement, les personnes transgenres (aujourd'hui appelées akava'ine ; littéralement se comporter comme une femme) jouaient un rôle important dans la famille et la tribu. L'arrivée de missionnaires chrétiens étrangers change l'acceptation sociétale et les premières lois anti-gays aux Îles Cook sont promulguées. Le seul groupe de défense LGBT aux Îles Cook est l'Association Te Tiare. Lancé en juin 2008, cette organisation encourage les débats sur la question et est à l'origine d'évènements pour sensibiliser.

## Histoire
Les îles Cook, tout comme le reste de la Polynésie, étaient tolérantes envers les relations homosexuelles et les personnes transgenres avant l'arrivée du christianisme,.
Le terme familier désignant les hommes qui agissent comme des femmes est laelae . Culturellement, les laelae sont différents des personnes homosexuelles ou transgenres. Ce terme fait référence à un large éventail de personnes, comme c'est le cas dans toute la Polynésie, dont certaines peuvent s'identifier comme des femmes mais sont biologiquement des hommes, à la fois hommes et femmes, ou ni l'un ni l'autre. Les laelae remplissent un rôle connoté féminin comme la cuisine, le nettoyage et la couture, tendent à socialiser avec les femmes et à porter des vêtements féminins, mais ont peu envie d'avoir des relations sexuelles avec d'autres laelae . Ils ont souvent des relations sexuelles avec des hommes hétérosexuels, qui ne se considèrent pas, et ne sont pas considérés par les autres, comme « homosexuels ». De nos jours, il existe une tolérance et une acceptation relatives des laelae en termes de comportement public (leurs spectacles de travestissement et de danse sont considérées avec fascination par les hommes et les femmes), mais un évitement presque complet de la sexualité des laelae comme sujet de discussion. Le Dr Kalissa Alexeyeff, de l'Université de Melbourne, déclare que l'introduction de la compréhension occidentale de la sexualité et du genre a fait de la sexualité laelae un tabou. Les laelae qui sont pris en train de se livrer à des relations homosexuelles sont souvent battus par des membres masculins de la famille.
Depuis les années 2000, le mot maori akava'ine désigne les personnes transgenres des îles Cook.

## Lois concernant l'activité sexuelle entre personnes de même sexe

### Loi sur les crimes de 1969
L'activité homosexuelle masculine est illégale aux Îles Cook. La sodomie masculine consensuelle est passible d'une peine d'emprisonnement pouvant aller jusqu'à sept ans  et ce qui est jugé indécent entre hommes est passible d'une peine d'emprisonnement allant jusqu'à cinq ans. La loi s'inspire de celles de l'Empire britannique. Cependant, peu de poursuites ont lieu.

### Projet de loi sur les crimes 2017
Annoncé en août 2017, le projet de loi sur les crimes de 2017 doit décriminaliser les relations sexuelles homosexuelles entre hommes,,. Les soumissions publiques à la commission parlementaire examinant le projet de loi commencent le 9 août ,. En raison des élections générales de juin 2018, les consultations publiques sur le projet de loi sont suspendues,. Cependant, après l'opposition des églises, un comité rétablit l'interdiction le 5 novembre 2019 et insère une clause étendant l'interdiction aux femmes. En réaction, le Parti démocrate appelle à un réexamen, déclarant que la réinsertion des clauses "viole la Déclaration des droits de l'homme des Nations Unies… et la propre Constitution de la nation". Le Conseil de l'industrie du tourisme des Îles Cook exprime des inquiétudes quant à l'impact négatif du projet de loi sur l'industrie touristique des îles.
Le projet de loi reçoit le soutien de Marie Pa Ariki, une chef tribale, qui qualifie la loi anti-gay d'"injuste". À l'inverse, le Conseil consultatif religieux exprime des inquiétudes quant à la «pression» étrangère pour abandonner les «principes chrétiens», ce qui conduit à des réactions ironiques, le christianisme étant lui-même étranger aux îles Cook,,.
Le Parlement devait débattre du projet de loi en septembre 2020.
En septembre 2020, les médias et les nouvelles ont révélé que plusieurs projets de loi des Îles Cook sont reportés à 2021 du fait de la pandémie de Covid-19.

## Reconnaissance des relations homosexuelles
Le mariage homosexuel est interdit par le Marriage Amendment Act 2000. La loi a été clarifiée en 2007 pour déclarer que "nul ne sera autorisé à épouser une autre personne du même sexe qu'elle-même"  et pour définir par voie législative le sexe des personnes transgenres opérées. Le 28 avril 2013, le Premier ministre Henry Puna a exprime son opposition personnelle à la légalisation du mariage homosexuel,. Le Greffier de la Haute Cour (Retita o te Akavaanga Teitei) a le pouvoir d'annuler et de dissoudre les mariages qui transgressent la loi .
Les unions civiles ne sont pas non plus reconnues (bien que le mariage civil et les unions civiles entre couples de même sexe soient reconnus et célébrés en Nouvelle-Zélande ).

## Protections anti-discrimination
La discrimination fondée sur la "préférence sexuelle" est interdite dans l'emploi, conformément à l'article 55 (e) de la loi de 2012 sur les relations de travail, entrée en vigueur le 1er juillet 2013.
L'article 10(g) de la loi de 2008 sur les personnes handicapées des Îles Cook interdit la discrimination à l'encontre des personnes handicapées en raison de leur orientation sexuelle.

## Statistiques
Les données de 2016 du Programme des Nations Unies pour le développement estiment qu'il y a entre 500 et 800 hommes ayant des rapports sexuels avec des hommes et des personnes transgenres aux Îles Cook, dont 40 % ont déclaré avoir honte de leur identité et 30 % une faible estime d'eux-mêmes. Tous ont déclaré avoir eu des rapports sexuels et 22 % ont déclaré avoir eu des partenaires sexuels masculins et féminins au cours des 12 derniers mois.
Le Cook Islands News rapporte à la fin de 2019 que d'après une Université du Pacifique Sud, sur 674 étudiants des îles Cook, 9,1% se sont identifiés comme LGBT et 22,7% "ont refusé ou n'étaient pas sûrs" de la catégorie où se définir.

## Conditions de vie
L'Église chrétienne des îles Cook est la plus grande religion des îles, avec plus de la moitié de la population qui y revendique une affiliation. L'église congrégationaliste estime que l'homosexualité et le travestissement sont des signes d'immoralité, qui a des effets sur les attitudes du public et sur la politique gouvernementale. La communauté LGBT des Îles Cook ressent le besoin d'être discrète et les avis de voyage exhortent également les visiteurs à être discrets et à ne pas se livrer à des démonstrations publiques d'affection. Le site Web de voyage cookislands.org.uk rapporte que l'homosexualité est généralement acceptée et qu'une attitude de laisser-faire est adoptée envers les touristes, bien que les démonstrations d'affection en public puissent offenser.